# FC Balkan
Le FC Balkan est un club turkmène de football basé à Balkanabat.

## Historique
- 1960 : fondation du club sous le nom de Nebitchi Balkanabat.
- mai 2010 : le club est renommé FC Balkan[2].

## Palmarès
- Coupe du président de l'AFC (1)
  - Vainqueur : 2013

- Championnat du Turkménistan (4)
  - Champion : 2004, 2010, 2011, 2012
  - Vice-champion : 1992, 2000, 2003, 2006, 2009

- Coupe du Turkménistan (3)
  - Vainqueur : 2003, 2004, 2010
  - Finaliste : 1998, 1999, 2001

- Supercoupe du Turkménistan (2)
  - Vainqueur : 2006, 2011